# Zjersar
Zjersar (armeniska: Ժեռսար) är ett berg i Armenien. Krtjovdar (armeniska: Կրչովդար) är ett äldre namn. Det ligger i provinsen Gegharkunik, i den centrala delen av landet, 70 kilometer öster om huvudstaden Jerevan. Toppen på Zjersar är 2 483 meter över havet.
Terrängen runt Zjersar är bergig. Närmaste större samhälle är Geghhovit, 5,1 kilometer nordväst om Zjersar. 
Trakten runt Zjersar består i huvudsak av gräsmarker. Runt Zherrsar är det ganska tätbefolkat, med 72 invånare per kvadratkilometer.